# Любовники Розмари (фильм, 1996)
«Любовники Розмари» (нем. Das Mädchen Rosemarie) — фильм режиссёра Бернда Айхингера. Ремейк одноимённой ленты «Розмари» 1958 года. В сюжетную основу положена реальная история проститутки Розмари Нитрибитт.

## Сюжет
Германия, 1950-е годы. Розмари, девушка из бедной семьи, стремится достичь благополучия в жизни и в качестве основного средства для этого рассматривает своё тело. Её любовники сменяются один за другим, среди них есть и богатые мужчины, содержащие и одаривающие её. Вот она влюбляется в одного из них, однако он, в отличие от большинства, не ищет близости с ней, а желает использовать её лишь как средство для создания интимного компромата на своих противников. Но за всё приходится когда-нибудь платить, и героиня фильма не исключение.

## В ролях
- Нина Хосс — Розмари
- Хайнер Лаутербах — Конрад Хартог
- Катя Флинт — Кристин
- Хорст Краузе — Вилли
- Тиль Швайгер — Надлер
- Матьё Карьер — Фриберг
- Ханнелоре Эльснер — Марга Хартог

## Награды и номинации
- 1997 — «Золотая камера»[нем.] лучшей новой актрисе («Камера имени Лилли Палмер») — Нина Хосс[3]
- 1997 — Телевизионная премия Баварии[нем.] лучшему оператору — Гернот Ролль[нем.][4]
- 1997 — «Золотой лев»[нем.] телеканала RTL лучшему оператору телефильма или телесериала — Гернот Ролль
- 1997 — «Золотой лев»[нем.] телеканала RTL за дизайн костюмов — Барбара Баум[нем.]
- 1997 — «Серебряный лев»[нем.] телеканала RTL выдающемуся молодому исполнителю — Нина Хосс
- 1997 — «Юпитер»[нем.] за лучший немецкий телевизионный фильм — Бернд Айхингер[5]
- 1997 — Номинация на премию Гримме за выдающийся вклад — Бернд Айхингер